# Дом культуры имени Октябрьской революции
Дом культуры имени Октябрьской революции (также Клуб совторгслужащих, Клуб имени Сталина и другое) — здание, построенное в 1928 году в конструктивистском стиле. Находится в Железнодорожном районе Новосибирска на перекрёстке улиц Ленина и Революции (ул. Ленина, дом 24). К северной части дома культуры пристроено многоэтажное здание бизнес-центра «Кобра».
Дом культуры является памятником истории регионального значения.

## История дома культуры
В 1928 году инженером И. А. Бурлаковым был построен Клуб совторгслужащих. Над внутренним пространством клуба работал архитектор Б. А. Гордеев. Здание стало третьим новосибирским домом культуры, появившимся во второй половине 1920-х годов.
В 1934 году Клуб совторгслужащих переименовывают в Клуб имени Сталина. В этом же году в клубе состоялся Второй краевой слет колхозников-ударников Западной Сибири, в котором принял участие М. И. Калинин, наградивший орденом Ленина тружеников Сибири, сумевших перевыполнить сверх нормы сдачу хлеба для страны.
С 1941 по 1944 год в здании находился эвакуированный в Новосибирск Ленинградский симфонический оркестр. В 1942 году здесь — впервые за Уралом — была исполнена седьмая симфония Д. Д. Шостаковича. На концерте находился сам автор. Перед началом выступления оркестра знаменитый музыковед И. И. Соллертинский прочитал вступительное слово.
Также во время войны в доме культуры располагался Театр кукол С. В. Образцова.
В 1961 году клуб получает новое имя — «Дом культуры имени Октябрьской революции», которое неофициально сокращали как «Кобра» (позднее это же название перешло пристроенному к зданию деловому центру).
В 1990-х годах здание стало собственностью комитета по культуре администрации Новосибирской области.
В настоящее время в здании дома культуры располагаются 12 организаций, среди которых Новосибирский государственный театральный институт, театральные и танцевальные студии.

## Мемориальные доски
Мемориальная доска в память о работе в здании (1941—1944) Симфонического оркестра Ленинградской филармонии. На доске также упоминается о премьере Седьмой Ленинградской симфонии, которая прошла в клубе в 1942 году в присутствии Дмитрия Шостаковича.